# Der Berg des Schicksals
Der Berg des Schicksals er en tysk stumfilm fra 1924 instrueret af Arnold Fanck.

## Medvirkende
- Hannes Schneider
- Frida Richard
- Erna Morena
- Luis Trenker
- Gustav Oberg
- Hertha von Walther som Hella